# Antica Strada Maestra Postale Lucchese
L'antica strada maestra postale Lucchese è un tracciato viario che in epoca moderna collegava Lucca con Firenze, di cui si conserva un tratto della lunghezza di circa un km e mezzo nell'area dei Colletti di Veneri, nel comune di Pescia.
Questo tratto è caduto in disuso nel tardo '700 a seguito della costruzione della nuova via pesciatina. Ciò ha comportato la conservazione di parte della pavimentazione lastricata originale di epoca medicea, in alcuni punti molto integra, in altri quasi del tutto deteriorata.
Il percorso attuale, denominato via dei Colli, congiunge la via Squarciabocconi nel Comune di Pescia, con la vicinale del Colle delle Belle Donne nel Comune di Capannori, attraversando un bosco di latifoglie caratterizzato dalla presenza di querce da sughero.

## Storia
L'origine della strada è oggetto di dibattito storiografico. Infatti alcuni studiosi tendono ad identificarla con la Via Cassia Minor o Cassia Clodia di epoca romana, che congiungeva Florentia con Luna, tuttavia la carenza e la contraddittorietà delle fonti rende difficile identificare con precisione il tracciato di quest'ultima.
In età medioevale l'arteria, sotto il nome di via Lucense o Pistoiese, fu interessata da traffici di merci e percorsa da pellegrini, pur restando un asse di secondo piano rispetto alla via Francigena, che attraversava la Valdinievole più a sud. Vennero edificati locande e pievi. A quest'epoca risale il Novelliere di Giovanni Sercambi nella cui Novella LXXX si racconta un assalto di briganti nella zona dei Colletti di Veneri.
Nel 1681, la strada acquistò il nome di maestra postale lucchese-pistoiese, a seguito dell'istituzione regolare del sistema delle stazioni di posta da parte del Granducato mediceo. La strada, della lunghezza di 36 miglia, collegava Firenze, Prato, Pistoia, Borgo a Buggiano e Alberghi di Pescia (sedi di stazioni di posta) con lo Stato lucchese, in cui entrava nei pressi della Dogana di Squarciabocconi. Per tutto questo periodo rimase la strada più utilizzata della vallata, nonostante diversi problemi, nel tratto dei Colletti di Veneri, causati all'attraversamento di corsi d'acqua (Pescia maggiore e Pescia di Collodi) sprovvisti di ponti e soggetti ad esondazioni, nonché alla presenza di alcuni tratti ripidi.
In età lorenese, in particolare sotto Pietro Leopoldo, venne sostenuta un'imponente opera di miglioramento della rete stradale toscana, con l'obiettivo di incrementare i traffici commerciali e favorire lo sviluppo dell'economia. In questo contesto avvenne il restauro dell'intero percorso della strada postale tra il 1773 e il 1783. Di concerto con le autorità lucchesi fu deciso di non ristrutturare il tratto pesciatino, a causa dei summenzionati problemi di viabilità, preferendo allargare una strada secondaria che presentava il vantaggio di essere già provvista di ponti (Ponte all’Abate e Ponte del Duomo di Pescia).
Dopo l'abbandono alla fine del '700, il tratto pesciatino della strada andò incontro a deterioramento sia per la mancanza di manutenzione che per il riutilizzo delle pietre da parte dalla popolazione locale. Negli anni '80 del '900 la costruzione dell'acquedotto comunale distrusse parte del lastricato.
Il 14 maggio 2012, in seguito all'iniziativa di alcune associazioni impegnate nella tutela del territorio, è stato posto il vincolo di interesse storico artistico sul tratto di strada ancora esistente da parte della Direzione per i beni culturali e paesaggistici della Toscana. Questo risultato, nell'intenzione dei promotori, avrebbe dovuto essere propedeutico alla messa in atto, da parte delle istituzioni competenti, di programmi di valorizzazione e di recupero di questa viabilità storica e del suo contesto.

## Curiosità
- Lungo la carreggiata lastricata è possibile osservare i solchi scavati dal passaggio dei carri.[5]

- Nei pressi dei resti della strada si trova la Quercia delle Streghe, albero monumentale situato nel comune di Capannori.

- La Torre del Molinaccio, oggi diroccata, situata in prossimità della Pescia maggiore, in quello che adesso è il comune di Uzzano, faceva parte delle infrastrutture che servivano la strada postale. Aveva la funzione di indicare tramite segnali di fumo se il livello delle acque consentiva il guado. Era probabilmente già attiva in epoca medicea.[3]